# Delias maudei
Delias maudei is een vlindersoort uit de familie van de Pieridae (witjes), onderfamilie Pierinae.
Delias maudei werd in 1915 beschreven door Joicey & Noakes.